# Om Ali

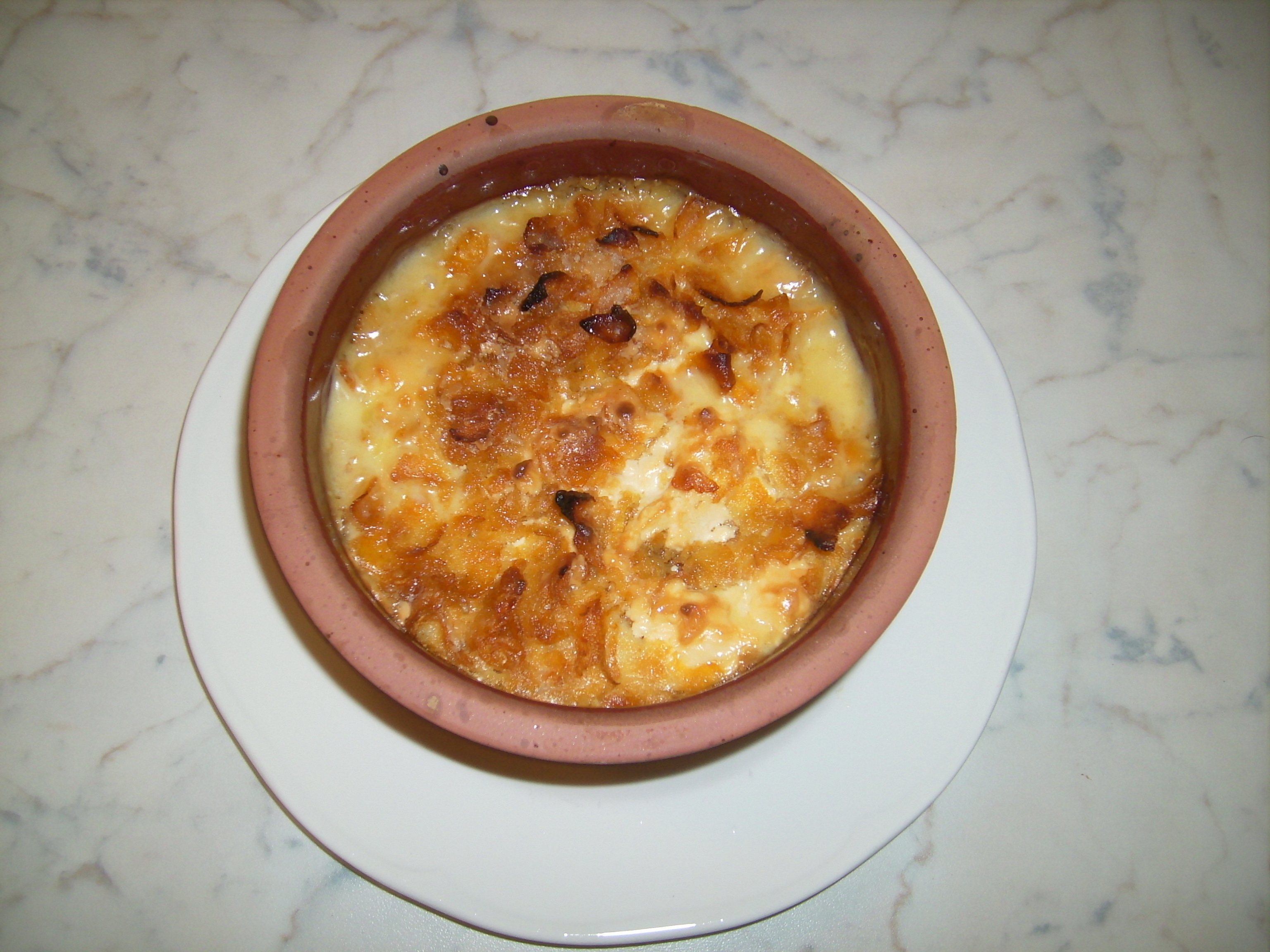
Om Ali

Om Ali, Umm Ali oder Oumm Ali (arabisch أم علي, DMG Umm ʿAlī ‚Alis Mutter‘) ist eine besonders in Ägypten beliebte Süßspeise. Es gibt zahlreiche Variationen mit unterschiedlicher Zusammensetzung.
In Ägypten erzählt man dazu die Geschichte, dass das Gericht von Umm Ali erfunden wurde, um ihren Sieg über eine Nebenbuhlerin zu feiern. Ali war die erste Frau von Sultan Izz ad-Din Aibak. Als der Sultan 1257 starb, kam es zum Streit der zweiten Frau mit der Mutter von Ali, der mit dem Tod der zweiten Frau des Sultans endete. Um ihre Freude darüber zu feiern, kochte Om Ali das heiße Milchgericht mit Honig und verteilte es unter den Menschen.

## Zubereitung
Gebäck (Brot, Plunderteig oder Blätterteig) wird in kleine Stücke zerteilt und mit Pistazien, Kokosnussflocken, Rosinen und reichlich Zucker vermengt. Anschließend wird alles in eine Form gegeben und Milch darüber gegossen. Zum Abschluss wird das Gemisch mit Zimt bestreut. (In manchen Rezepten wird das ganze mit Zimt und Sahne abgeschlossen.) Schließlich wird die Masse solange im Ofen gebacken, bis die Oberfläche goldbraun gefärbt ist.